# Xã Genoa, Michigan
Xã Genoa (tiếng Anh: Genoa Township) là một xã thuộc quận Livingston, tiểu bang Michigan, Hoa Kỳ. Năm 2010, dân số của xã này là 19.821 người.